# Chaetodon miliaris
Chaetodon miliaris là một loài cá biển thuộc chi Cá bướm (phân chi Exornator) trong họ Cá bướm. Loài này được mô tả lần đầu tiên vào năm 1825.

## Từ nguyên
Tính từ định danh miliaris bắt nguồn từ mille trong tiếng Latinh mang nghĩa là "một ngàn" (hậu tố arius dùng để chuyển danh từ sang tính từ), hàm ý không rõ nhưng có thể đề cập đến các chấm đen nhỏ bao phủ khắp cơ thể của loài cá này.

## Phạm vi phân bố và môi trường sống
C. miliaris là một loài đặc hữu của quần đảo Hawaii và đảo Johnston gần đó. Hơn 2/3 phạm vi của C. miliaris nằm trong khu vực Tượng đài hải dương quốc gia Papahānaumokuākea, một khu bảo tồn biển được bảo vệ hoàn toàn.
C. miliaris sống tập trung trên các rạn viền bờ hay trong đầm phá ở độ sâu đến ít nhất là 250 m.

## Mô tả
C. miliaris có chiều dài cơ thể lớn nhất được ghi nhận là 16,5 cm. Loài này có màu vàng nhạt, chi chít các hàng chấm đen ở hai bên thân. Đầu có một sọc đen từ gáy băng dọc qua mắt. Cuống đuôi có một đốm đen lớn. Vây ngực trong suốt, các vây còn lại có màu vàng.
Số gai ở vây lưng: 13–14; Số tia vây ở vây lưng: 20–23; Số gai ở vây hậu môn: 3; Số tia vây ở vây hậu môn: 17–20; Số gai ở vây bụng: 1; Số tia vây ở vây bụng: 5.
Đốm đen trên cuống đuôi giúp phân biệt C. miliaris, với các loài có kiểu hình tương tự: Chaetodon guentheri (thân có màu trắng, vàng tươi hơn ở thân sau), Chaetodon citrinellus (màu vàng nhạt khắp cơ thể), và Chaetodon dolosus (thân sau sẫm màu đen).

## Sinh thái học
Thức ăn chủ yếu của C. miliaris là động vật phù du, nhưng cũng có thể ăn thêm một số loài thủy sinh không xương (đặc biệt là giun nhiều tơ) và cả trứng cá (đặc biệt là trứng cá thia biển). C. miliaris có thể hợp thành đàn ở tầng nước giữa và cùng nhau kiếm ăn. Ngoài ra, C. miliaris có thể đóng vai trò của cá dọn vệ sinh cho những loài cá khác.
Thời điểm sinh sản của C. miliaris diễn ra từ tháng 1 đến tháng 5; cá con thường được tìm thấy ở vùng nước gần bờ vào khoảng tháng 4 đến tháng 6.

## Lai tạp
Những cá thể mang đặc điểm hình thái trung gian giữa C. miliaris với hai loài Chaetodon multicinctus và Chaetodon tinkeri đã được bắt gặp trong tự nhiên.

## Thương mại
C. miliaris đôi khi cũng được xuất khẩu trong ngành thương mại cá cảnh.